# Закубежский сельский округ
Закубежский сельский округ — упразднённая административно-территориальная единица, существовавшая на территории Сергиево-Посадского района Московской области в 1994—2006 годах.
Сковородинский сельсовет был образован в первые годы советской власти. По данным 1922 года он входил в состав Константиновской волости Сергиевского уезда Московской губернии.
По данным 1926 года в состав сельсовета входили село Спас-Преображенское, деревни Дубки, Игнашино, Новиково и Сковородино, а также 1 выселок.
В 1929 году Сковородинский с/с был отнесён к Константиновскому району Кимрского округа Московской области.
17 июля 1939 года к Сковородинскому с/с были присоединены Агинтовский (селения Агинтово, Борисцево, Ворсково, Минино, Осипово и Парфёнково) и Тереховский (селения Иваньково, Лихачево, Пенье и Терехово) с/с.
14 июня 1954 года Сковородинский с/с был переименован в Закубежский сельсовет.
7 декабря 1957 года Константиновский район был упразднён и Закубежский с/с был передан в Загорский район.
1 февраля 1963 года Загорский район был упразднён и Закубежский с/с вошёл в Мытищинский сельский район. 11 января 1965 года Закубежский с/с был возвращён в восстановленный Загорский район.
2 декабря 1976 года из Кузьминского с/с в Закубежский были переданы селения Овсянниково, Окоёмово и Самотовино.
30 мая 1978 года в Закубежском с/с были упразднены селения Пенье и Терехово.
23 июня 1988 года в Закубежском с/с была упразднена деревня Татары.
16 сентября 1991 года Загорский район был переименован в Сергиево-Посадский.
3 февраля 1994 года Закубежский с/с был преобразован в Закубежский сельский округ.
В ходе муниципальной реформы 2005 года Закубежский сельский округ прекратил своё существование как муниципальная единица. При этом все его населённые пункты были переданы в сельское поселение Шеметовское.
29 ноября 2006 года Закубежский сельский округ исключён из учётных данных административно-территориальных и территориальных единиц Московской области.